# 山之口貘
山之口 貘（やまのくち ばく、1903年（明治36年）9月11日 - 1963年（昭和38年）7月19日）は、沖縄県那覇区（那覇市）東町大門前出身の詩人である。本名は、山口 重三郎（やまぐち じゅうさぶろう）。197編の詩を書き4冊の詩集を出した。
上京後、職を転々としながら放浪生活を送る。金子光晴の知己を得て詩誌「歴程」に参加。生活苦を風刺的にユーモアを交えてうたった。第1詩集『思弁の苑』(1938年)のほか、『鮪に鰯』(1964年)など。

## 概要
人生の様々な場面を純朴で澄んだ目線で描いた。『妹へおくる手紙』『生活の柄』『自己紹介』『結婚』『頭をかかえる宇宙人』『年越の詩』『思ひ出』では上京して金に苦労した時の自伝。『借金を背負って』では借金の返済と借り入れを繰り返す生活を、『告別式』では借金を完済できずに死んだ自分の死後を描く。決して悲惨や陰鬱ではなく寧ろ可笑しみがある詩である。
蹴られた猫が宇宙まで飛翔する『猫』、自分が地球に立つのではなく地球が自分に付着する『夜景』等、壮大で愉快な幻想を描いた楽しい詩も書いた。『僕の詩』では、自己の詩の世界は実際の世界よりも大きいと主張している。
『思弁』や『雲の上』では戦争や衝突を繰り返す大国の理不尽さを、『鮪に鰯』ではビキニ核実験を描き、『貘』では獏に核兵器廃絶の願いを託した。声高に世界平和や軍縮を叫ぶのではなく、そして皮肉や批判を込めるのではなく、あくまで静かに崇高な思いを込めた詩である。
故郷を描いた詩も書いた。『沖縄風景』では軍鶏が飼われていた庭を、『がじまるの木』では大きなガジュマルの木を、『耳と波上風景』では美しい東シナ海を描いた。『不沈母艦沖縄』では沖縄戦で無残に破壊された遠い故郷を想い、『沖縄よどこへ行く』では日中米などに翻弄された沖縄の歴史・文化を辿りつつ、アメリカ統治下に置かれた故郷の日本への復帰を切実に願った。『弾を浴びた島』では久し振りの帰郷で、琉球語が消失した戦後の姿に直面した困惑を描いた。
フォーク歌手の高田渡が『生活の柄』『結婚』『鮪に鰯』など、山之口の詩の多くを歌った。また、大工哲弘、石垣勝治、佐渡山豊、嘉手苅林次らのミュージシャンと共に山之口の詩に曲をつけたアルバム『貘-詩人・山之口貘をうたう』を作成した。

## 来歴
1903年（明治36年）9月11日、農工銀行八重山支店長（石垣島）であった父・重珍、母カマト（戸籍名トヨ）の７人兄弟の3男として生まれる。童名は三郎（さんるー）。
1917年（大正6年）4月に沖縄県立第一中学校（現沖縄県立首里高等学校）に入学する。学校では標準語を用いる様に指導されたが反発してわざと琉球語を用いた。1918年（大正7年）ころから詩を書き始め「さむろ」というペンネームで『八重山新報（やえやましんぽう）』に詩を発表した。ウォルト・ホイットマン、島崎藤村、室生犀星の詩を読んだ。また大杉栄の影響を受けた。
1921年（大正10年）に一中を退学する。1922年（大正11年）、19歳の秋に上京して日本美術学校に入学。入学式の時に南風原朝光（はえばるちょうこう）と出会う。一か月後に退学する。1923年（大正12年）の春に家賃が払えなくなって下宿屋から夜逃げをし、一中の上級生の友人と駒込の家に移住する。同年9月1日に関東大震災で罹災し無賃で機関車と船に乗って帰郷する。父が事業に失敗し自宅も売却されて、家族は離散していた。石川啄木、若山牧水の歌、ラビンドラナート・タゴールの詩を読んだ。1925年（大正14年）の秋に再び上京する。それが16年間の放浪生活の皮切りとなる。
1926年（大正15年 / 昭和元年）から出版取次店店員、暖房工事人夫、薬の通信販売、汲み取り式便所の作業員等、様々な仕事をした。公園や知人の家で寝泊りしていたので警官によく呼び止められた。同年11月に佐藤春夫に会い、「このものは詩人で、善良な東京市民である。佐藤春夫」という証明書を書いてもらう。1927年（昭和2年）、佐藤から高橋新吉を紹介される。1929年（昭和4年）から東京鍼灸医学研究所の事務員になる。1930年（昭和5年）に伊波普猷の家に住まわせて貰う。
1931年（昭和6年）に『改造』4月号で初めて雑誌で詩を発表する。以降は様々な雑誌に詩を発表する。1933年（昭和8年）、南千住の泡盛屋「国吉真善」で金子光晴と知り合う。。1933年（昭和8年）、佐藤春夫が貘をモデルとした小説『放浪三昧』を発表する。1936年（昭和11年）に鍼灸医学研究所を辞職。半年ほど隅田川のだるま船に乗る。1937年（昭和12年）10月に金子の立会いの下で見合いをして同年12月に安田静江と結婚する（婚姻届提出は1939年（昭和14年）10月）。
1938年（昭和13年）8月に初の詩集『思弁の苑(その)』を発表する。序文は、佐藤春夫と金子光晴が書いた。
1939年6月から東京府職業紹介所（公共職業安定所）に職を得て、生まれて初めて定職についた。1940年（昭和15年）12月、第二詩集『山之口貘詩集』を「山雅房（せんがぼう）」から出版。1941年、長男の重也が生まれたが、１年少しで急死。1944年（昭和19年）、娘の泉が生まれる。同年12月、妻静江の実家(茨城県結城郡飯沼村)へ疎開。2時間かけて、職場の上野の職業紹介所まで通勤する。1948年（昭和23年）3月に紹介所を辞職してからは執筆活動に専念する。同年に火野葦平と知り合う。
1958年（昭和33年）7月、第三詩集『定本山之口貘詩集』を発表（翌年、同著で第二回高村光太郎賞を受賞）。同年11月6日に34年振りに沖縄に帰る。首里高校で帰郷記念の座談会が行われ大城立裕等が出席した。1959年（昭和34年）1月6日に東京の自宅に帰る。
1963年、胃に変調を感じ診断を受け、胃癌が判明。彼には入院費も手術代もなかったが、詩友の土橋治重、佐藤春夫、金子光晴、緒方昇、三越左千夫らがカンパをした。同年の3月に入院し7月16日に手術を受けるが、7月19日に新宿区戸塚の病院で59歳で死去。同年7月24日、雑司ヶ谷霊園で葬儀が行われた。葬儀委員長は金子光晴。墓地は東京都立八柱霊園（千葉県松戸市）。法名は、南溟院釋重思居士。
1964年（昭和39年）12月、第四詩集『鮪に鰯』が刊行される。

## 受賞歴
- 1959年：『定本山之口貘詩集』で第2回高村光太郎賞。
- 1963年：全業績で沖縄タイムス賞。

## 著書

### 単著
- 『詩集 思弁の苑』むらさき出版部、1938年8月。
- 『山之口貘詩集』山雅房、1940年12月。
- 『定本山之口貘詩集』原書房、1958年7月。
  - 『定本山之口貘詩集』（新装版）原書房、1971年。
- 『山之口貘詩集 鮪に鰯』原書房、1964年12月。
  - 『山之口貘詩集 鮪に鰯』（新装版）原書房、1972年7月。
  - 『山之口貘詩集 鮪に鰯』（新装版）原書房、2010年12月。ISBN 9784562046638。
- 金子光晴 編『山之口貘詩集』彌生書房〈世界の詩 60〉、1968年8月。
- 『山之口貘詩集』思潮社〈現代詩文庫 1029〉、1988年4月。ISBN 9784783708407。
- 『山之口貘詩文集』講談社〈講談社文芸文庫〉、1999年5月。ISBN 9784061976634。
- 『山之口貘沖縄随筆集』平凡社〈平凡社ライブラリー 491〉、2004年2月。ISBN 9784582764918。
- 『桃の花が咲いていた』童話屋、2007年10月。ISBN 9784887470767。
- 萩原昌好 編『山之口貘』ささめやゆき画、あすなろ書房〈日本語を味わう名詩入門 14〉、2014年2月。ISBN 9784751526545。
- 高良勉 編『山之口貘詩集』岩波書店〈岩波文庫〉、2016年6月。ISBN 9784003120514。
- 『すごい詩人の物語 山之口貘詩文集人生をたどるアンソロジー』立案舎、2019年7月。ISBN 9784909917003。

### 選集
- 『小野十三郎・吉田一穂・高橋新吉・中野重治・金子光晴・山之口貘』山雅房〈現代詩人集 1〉、1940年5月。
- 『岡崎清一郎・山之口獏・菊岡久利・大江満雄・藤原定・坂本遼・淵上毛錢』東京創元社〈現代日本詩人全集 全詩集大成 第14巻〉、1955年5月。
- 『草野心平・中原中也・八木重吉・岡崎清一郎・逸見猶吉・尾形亀之助・山之口貘』創元新社〈現代日本名詩集大成 7〉、1964年12月。
- 『中野重治・小野十三郎・高橋新吉・山之口貘』中央公論社〈日本の詩歌 20〉、1969年。
  - 『中野重治・小野十三郎・高橋新吉・山之口貘』中央公論社〈中公文庫 日本の詩歌 20〉、1975年6月。
  - 『中野重治・小野十三郎・高橋新吉・山之口貘』（新訂版）中央公論社〈日本の詩歌 20〉、1979年8月。
- 『金子光晴・小熊秀雄・北川冬彦・小野十三郎・高橋新吉・萩原恭次郎・山之口獏・伊東静雄・中原中也・立原道造・草野心平・村野四郎集』筑摩書房〈現代日本文学大系 67〉、1973年7月。
- 萩原昌好 編『山之口貘・田中冬二』あすなろ書房〈少年少女のための日本名詩選集 9〉、1986年12月。ISBN 9784122002272。

### 全集
- 『全詩集』思潮社〈山之口貘全集 第1巻〉、1975年7月。
- 『小説』思潮社〈山之口貘全集 第2巻〉、1975年12月。
- 『随筆』思潮社〈山之口貘全集 第3巻〉、1976年5月。
- 『評論』思潮社〈山之口貘全集 第4巻〉、1976年9月。

## 評伝・研究書・関連書
- 山之口貘詩碑建立期成会 編『山之口貘』山之口貘詩碑建立期成会、1975年3月。
- 仲程昌徳『山之口貘 詩とその軌跡』法政大学出版局〈叢書・日本文学史研究〉、1975年9月。
  - 仲程昌徳『山之口貘 詩とその軌跡』（オンデマンド版）法政大学出版局〈叢書・日本文学史研究〉、2012年4月。ISBN 9784588920615。
- 山之口貘詩碑建立期成会 編『貘の詩碑 建立報告書』山之口貘詩碑建立期成会、1976年3月。
- 山之口泉『父・山之口貘』思潮社、1985年8月。
- 舟崎克彦『獏のいる風景』筑摩書房、1985年12月。
- 山之口貘記念会編集委員会 編『貘のいる風景 山之口貘賞20周年記念誌』山之口貘記念会・琉球新報社、1997年7月。
- 知念栄喜『ぼくはバクである 山之口貘Keynote』まろうど社、1997年7月。ISBN 9784896120189。
- 高良勉『僕は文明をかなしんだ 沖縄詩人山之口貘の世界』彌生書房、1997年11月。ISBN 9784841507416。
- 茨木のり子『貘さんがゆく』童話社〈詩人の評伝シリーズ〉、1999年4月8日。ISBN 4887470053。
- 謝花長順『貘さんおいで 山之口貘の詩と人生』琉球新報社、2004年1月。ISBN 9784897420578。
- 砂川哲雄『山之口貘の青春 石垣島の足跡を中心に』南山舎、2012年10月。ISBN 9784901427289。